# Sillago nierstraszi
Sillago nierstraszi es una especie de peces de la familia Sillaginidae en el orden de los Perciformes.

## Morfología
Los machos pueden llegar alcanzar los 25 cm de longitud total.

## Distribución geográfica
Se encuentra al sur de Nueva Guinea.